# Франсоа I дьо Гиз
Франсоа I Лотарингски (на френски: François I le Balafré de Lorraine, duc de Guise; * 17 февруари 1519, Бар-льо-Дюк, Свещена Римска империя; † 24 февруари 1563, Орлеан, Кралство Франция) – 2-ри херцог дьо Гиз (1550 – 1563), граф, херцог Омалски и пер на Франция, маркиз дьо Майен, барон, принц дьо Жоанвил, Велик камерхер на Франция.
Франсоа е френски военен и държавен деятел от времената на Религиозните войни във Франция.

## Живот
Той е големият син на 1-ви херцог дьо Гиз, Клод I дьо Гиз (20 октомври 1496 – 12 април 1550), и Антоанета дьо Бурбон (1493 – 1583).
Франсоа се прославя през 1552 г. при защитата на Мец против 60 000 армия на император Карл V. Така спасява честта на френското оръжие в битката при Ренти (1554), воюва през 1556 – 1557 г. в Италия, отнема през 1558 г. от англичаните Кале след 200 години английско владение и взема Тионвил.

## Фамилия
Франсоа се жени на 29 април 1548 за Анна д’Есте (1531 – 1607), графиня дьо Жизор, дъщеря на Ерколе II д'Есте, херцог на Ферара, Модена и Реджио, и Рене Френска, дъщеря на крал Луи XII. Имат 7 деца:
- Анри I Белязания Лотарингски (31 декември 1550 – 23 декември 1588), 3-ти херцог дьо Гиз
- Екатерина Мария Лотарингска (1552 – 1596), м – (от 1570) Луи дьо Бурбон (1513 – 1582), херцог дьо Монпансие
- Шарл (26 март 1554 – 4 октомври 1611), херцог Майенски
- Луи (6 юли 1555 – 24 декември 1588), кардинал дьо Гиз
- Антоан (1557 – 1560)
- Франсоа (1559 – 1573)
- Максимилиан (1562 – 1567)